# Nicholas Corozzo
Nicholas "Little Nick" Corozzo (nacido el 17 de marzo de 1940) es un mafioso estadounidense de Nueva York que es un capitán de la familia criminal Gambino.

## Biografía
Nicholas Corozzo nació en el 1825 de la Avenida Pitkin en Brownsville, Brooklyn. Su primer cuartel general estaba situado en una pequeña tienda de caramelos en la esquina de Eastern Parkway y Atlantic Avenue en Ocean Hill, Brooklyn, conocida como "La Colina" por los miembros de su banda. Más tarde abrió un club social junto a la tienda de caramelos que se convirtió en su nueva sede. Posteriormente, Corozzo trasladó su cuartel general a Canarsie. Nicholas es el hermano mayor del presunto consigliere Gambino Joseph "Jo Jo" Corozzo, así como de los hermanos gemelos Blaise Corozzo, un soldado Gambino, y Anthony Corozzo, que es un asociado de la familia. Anthony Corozzo es un antiguo feligrés de la iglesia de Nuestra Señora de Loreto, situada en la esquina de Pacific St. y Sackman St. en Brownsville, Brooklyn, donde asistía regularmente a la misa dominical. Anthony Corozzo junto con su amigo de toda la vida y socio de la familia criminal Gambino, Dominick Mondelli alias Donny Mondelli, eran bien conocidos por organizar reuniones de vecinos y eventos de caridad para la iglesia durante décadas. Anthony murió el 17 de abril de 2020. Nicholas Corozzo es el tío de Joseph Corozzo Jr, un destacado abogado defensor de Nueva York. La hija de Nicholas, Bernadette, está casada con el socio Gambino Vincent Dragonetti. Antes de su encarcelamiento, vivía en Bellmore, Long Island.

## Panel de control
Durante los primeros años de la década de 1980, Nicholas Corozzo fue un rival del capitán Gambino John Gotti. Cuando Gotti se convirtió en jefe en 1985, se negó a ascender a Corozzo a capitán. Sin embargo, dado que Corozzo era una fuente de ingresos tan buena para la familia, Gotti no quería deshacerse de él. A su vez, Corozzo profesó lealtad a Gotti. Sólo después de que Gotti ingresara en prisión en 1992, Corozzo fue finalmente ascendido a capitán, junto con el soldado Leonard "Lenny" DiMaria. Con Gotti en la cárcel, Corozzo, DiMaria y el hermano de Nicholas, Joseph, ahora el presunto consigliere, formaron un grupo dirigente que dirigía extraoficialmente a la familia Gambino. A mediados de la década de 1990, Corozzo fue ascendido para formar parte del panel dirigente.
En 1996, Corozzo supuestamente ordenó el asesinato del asociado de la familia criminal Lucchese Robert Arena. Arena supuestamente había asesinado a Anthony Placido, un miembro de la banda de Corozzo, y no había devuelto la marihuana robada a un traficante de drogas. El 26 de junio de 1996, los pistoleros Gambino encontraron a Arena conduciendo con Thomas Maranga, un conocido de la infancia sin conexiones criminales, en el barrio Mill Basin de Brooklyn. Tras obligar a Arena a detener el coche, los pistoleros dispararon y mataron a ambos hombres. Sin embargo, hasta hoy no hay pruebas concretas de que Corozzo ordenara el asesinato de Robert Arena.

## Arresto en Florida
[File:Nicholas Corozzo - Gambino.jpg|thumb|Foto de policía del FBI de Nicholas Corozzo del 18 de diciembre de 1986]]
En diciembre de 1996, Corozzo fue acusado en Miami, Florida de 20 cargos de crimen organizado que incluían intento de asesinato, incendio provocado, y usura. Corozzo fue acusado de dirigir un negocio de usura en Deerfield Beach, Florida que cobraba un 260% de interés anual por los préstamos. Los agentes federales arrestaron a Corozzo cuando salía del oleaje en una playa de Key Biscayne, Florida. En agosto de 1997, Corozzo se declaró culpable de cargos de crimen organizado en Florida y fue condenado a entre cinco y diez años de prisión. Ese mismo año, Corrozo volvió a declararse culpable en Brooklyn de chantaje y de soborno a un guardia de la cárcel.
Durante su estancia en la prisión federal, Corozzo compartió celda con el socio Gambino Joseph Vollaro, que cumplía una condena por drogas. Tras su liberación, Vollaro comenzó a pagar tributo a la pandilla de Corozzo en una empresa de camiones que él mismo fundó. Sin embargo, al enfrentarse a otra condena por drogas en 2004, Vollaro aceptó convertirse en informante del gobierno y grabar sus conversaciones con Corozzo.
Tras la salida de Corozzo de la cárcel el 10 de junio de 2004, se esperaba que volviera a hacerse cargo de la familia criminal Gambino. Sin embargo, debido a la creciente atención de las fuerzas del orden, al principio mantuvo un perfil bajo. Al parecer, los Gambino estuvieron dirigidos por Jackie D'Amico hasta 2005. Corozzo mantuvo su posición como Caporegime, a pesar de los problemas de salud y las estrictas restricciones de su libertad condicional. En 2006, un nuevo informe afirmaba que Nicholas Corozzo y D'Amico eran los nuevos jefes de la familia Gambino, con Arnold "Zeke" Squitieri como subjefe y Joseph Corozzo como consigliere.

## Acusación y prisión
En febrero de 2008, Corozzo fue acusado dos veces, una federal por la Operación Puente Viejo y la otra estatal por la Operación Touchback. La acusación federal fue por los asesinatos de Arena y Maranga de 1996 y otros cargos de chantaje, con Vollaro como su principal testigo. La acusación estatal, llevada a cabo por el fiscal del condado de Queens, Richard A. Brown, el jefe de la Oficina de Crimen Organizado y Chantaje, Gerard A. y el ayudante del fiscal Benjamin J. Mantell, incluía el principal cargo de corrupción empresarial en torno a una red de apuestas con sede en Queens que recaudó casi 10 millones de dólares en dos años gracias a las apuestas deportivas.
En medio de una redada de 62 mafiosos nombrados en una acusación, Corozzo había huido de su casa de Long Island. El FBI buscó intensamente a Corozzo y el programa de televisión America's Most Wanted hizo un reportaje sobre él. El 29 de mayo de 2008, tras cuatro meses como fugitivo, Corozzo entró en la oficina del FBI en Nueva York y se entregó.
En julio de 2008, Corozzo se declaró culpable de los cargos de corrupción de la empresa estatal. El 17 de abril de 2009, Corozzo fue condenado a 13 años y medio de prisión federal por los asesinatos de Arena y Maranga de 1996.
Corozzo fue encarcelado originalmente en la Penitenciaría de los Estados Unidos, Leavenworth, un centro de seguridad media en Leavenworth, Kansas, pero posteriormente fue trasladado al Complejo Correccional Federal, Florence, un centro de alta seguridad en Florence, Colorado. En marzo de 2015, estaba encarcelado en el Federal Correctional Institution, Loretto, un centro de baja seguridad en Loretto, Pensilvania. En marzo de 2018, Corozzo estaba encarcelado en la Institución Correccional Federal, Allenwood Low de baja seguridad en Allenwood, Pensilvania. Su fecha proyectada de liberación era el 2 de marzo de 2020, pero fue liberado anticipadamente el 29 de noviembre de 2019.